# لي كالهون
لي كالهون (بالإنجليزية: Lee Calhoun)‏ هو منافس ألعاب قوى أمريكي، ولد في 23 فبراير 1933 في لاوريل في الولايات المتحدة، وتوفي في 21 يونيو 1989 في إيري في الولايات المتحدة.

## وصلات خارجية
- لي كالهون على موقع الاتحاد الدولي لألعاب القوى (الإنجليزية)
- لي كالهون على موقع الاتحاد الأمريكي لسباقات المضمار والميدان، قاعة المشاهير (الإنجليزية)
- لي كالهون على موقع اللجنة الأولمبية الدولية (الإنجليزية)
- لي كالهون على موقع أوليمبيديا (الإنجليزية)
- لي كالهون على موقع الموسوعة البريطانية (الإنجليزية)
- لي كالهون على موقع إن إن دي بي (الإنجليزية)